# Anacithara biscoitoi
Anacithara biscoitoi is een slakkensoort uit de familie van de Horaiclavidae. De wetenschappelijke naam van de soort is voor het eerst geldig gepubliceerd in 2011 door Nolf & Swinnen.